# Onthophagus kokereka
Onthophagus kokereka är en skalbaggsart som beskrevs av Matthews 1972. Onthophagus kokereka ingår i släktet Onthophagus och familjen bladhorningar. Inga underarter finns listade i Catalogue of Life.